# Arkadij Bojcow
Arkadij Siergiejewicz Bojcow (ros. Аркадий Сергеевич Бойцов; ur. 17 marca 1923 w Podolsku, zm. 15 czerwca 2000 w Samarze) – radziecki lotnik wojskowy, generał major lotnictwa, Bohater Związku Radzieckiego (1953).

## Życiorys
Uczył się w technikum w Moskwie i aeroklubie w Moskwie, w kwietniu 1941 został powołany do Armii Czerwonej, w 1942 ukończył wojskową lotniczą szkołę pilotów w Czernihowie ewakuowaną do Kyzył-Arwatu i został pilotem pułku lotnictwa obrony przeciwlotniczej.
Od października 1942 w stopniu młodszego lejtnanta brał udział w wojnie z Niemcami, wykonał 15 lotów bojowych, jednak nie staczał wówczas walk powietrznych i nie odnosił zwycięstw. W 1946 został dowódcą klucza, w styczniu 1952 przybył do północnych Chin, po czym włączył się do walk wojny w Korei. Do końca sierpnia 1952 wykonał 55 lotów bojowych i stoczył ponad 30 walk powietrznych, w których zestrzelił osobiście 7 amerykańskich samolotów, a 2 uszkodził, oraz strącił 15 samolotów przeciwnika w grupie. Po powrocie do ZSRR objął dowództwo eskadry.
W 1958 ukończył Akademię Wojskowo-Powietrzną i został dowódcą pułku lotniczego, później zastępcą dowódcy dywizji lotniczej, w 1966 ukończył Akademię Sztabu Generalnego i w 1967 został dowódcą 119. Myśliwskiej Dywizji Lotniczej w Tyraspolu. Od września 1971 do października 1976 został zastępcą dowódcy Sił Wojskowo-Powietrznych Nadwołżańskiego Okręgu Wojskowego, następnie został zwolniony do rezerwy w stopniu generała majora lotnictwa, 1987–1993 był dyrektorem szkoły młodych lotników-kosmonautów w Kujbyszewie/Samarze.

## Odznaczenia
- Złota Gwiazda Bohatera Związku Radzieckiego (14 lipca 1953)
- Order Lenina (dwukrotnie - 25 września 1952 i 14 lipca 1953)
- Order Wojny Ojczyźnianej I klasy (11 marca 1985)
- Order Czerwonej Gwiazdy (trzykrotnie - 1 września 1944, 22 maja 1955 i 30 grudnia 1956)
- Medal „Za zasługi bojowe” (17 maja 1951)

I inne.